# Хронология христианства
Хронология христианства — список дат христианской истории от возникновения по настоящее время (некоторые даты указаны предположительно).

## Жизнь Христа
Существует несколько распространенных датировок жизни Иисуса. Большинство из них лежит в следующем диапазоне дат:
- 7—4 до Р. X. (747—750 от основания Рима) — Рождество Иисуса Христа. Он родился во второй половине правления императора Августа и в последние года царствования Ирода[1].
- 26—29 — крещение Иисуса Христа от св. Иоанна Предтечи. Вскоре после этого — призыв апостолов и выход Иисуса Христа на общественную проповедь.
- 30—33 — Распятие на кресте и воскресение Иисуса Христа. Распят в пятницу, день Пасхи, 14 или 15-го Нисана. Предпринимались попытки вычислить дату распятия, используя еврейский календарь (который в современном виде сформировался значительно позже, в 359 году).

Точную дату смерти Иисуса Христа множество исследователей пытались определить на основании астрономических данных, сопоставляя их свидетельствами Евангелий о том, что Иисус был распят в пятницу накануне еврейской Пасхи, которая празднуется с вечера 15 нисана, то есть, Иисус был распят в пятницу 14 нисана до захода солнца.
Последовательность событий Страстной недели:
- 8 нисана — приход Иисуса Христа в Вифанию за шесть дней до Пасхи (Иоанна. 11:55—12:1)
- 8 нисана — пир в доме Симона, прокажённого, помазание Иисуса миром (Иоанна. 12:1—8:1)
- 9 нисана — вход Господень в Иерусалим (Иоанна. 12:12—15:1)
- 10 нисана — изгнание торгующих из храма
- 11 нисана — предсказание о падении Иерусалима
- 12 нисана — предательство Иуды Искариота
- 13 нисана — приготовления к Пасхе
- 14 нисана — Тайная Вечеря (пасхальный ужин с 12 апостолами), отречение Петра, самоубийство Иуды Искариота, суд, пытки, казнь на Голгофе и погребение Иисуса Христа
- 15 нисана — выставление стражи у гробницы Иисуса
- 16 нисана — воскресение Иисуса Христа

| Годы от Р. Х. | День новолуния                                 | День, когда луна делается видимой | 15-е число Нисана                                |
| ------------- | ---------------------------------------------- | --------------------------------- | ------------------------------------------------ |
| 28            | 15 марта, 2ч.16 м или 13 апреля, 4ч.10 с.      | 16 марта или 15 апреля            | 30 марта, вторник или 29 апреля, четверг         |
| 29            | 2 апреля, 7 ч. 42 с.                           | 4 апреля                          | 18 апреля, понедельник                           |
| 30            | 22 марта, 8 ч. 8 с.                            | 24 марта                          | 7 апреля, пятница                                |
| 31            | 12 марта, 12 ч. 56 м или 10 апреля, 2 ч. 0 с.  | 13 марта или 12 апреля            | 27 марта, вторник или 26 апреля, четверг         |
| 32            | 29 марта, 10 ч. 57 с.                          | 31 марта                          | 14 апреля, понедельник                           |
| 33            | 19 марта, 1 ч. 16 с. или 17 апреля, 9 ч. 30 с. | 21 марта или 19 апреля            | 4 апреля, суббота или 3 мая, воскресенье         |
| 34            | 9 марта, 9 ч. 2 м или 7 апреля, 6 ч. 42 с.     | 11 марта или 9 апреля             | 25 марта, четверг или 23 апреля, пятница         |
| 35            | 28 марта, 6ч.19 м                              | 30 марта                          | 13 апреля, среда                                 |
| 36            | 16 марта, 5 ч. 53 с. или 15 апреля, 5ч.15 м    | 18 марта или 16 апреля            | 1 апреля, воскресенье или 30 апреля, понедельник |

В настоящее время наиболее вероятными годами смерти Иисуса считаются 30 и 33 года н. э.
Методы расчета даты смерти Иисуса на основании времени новолуния критиковались учеными как несоответствующие фактическому календарю того времени, который был основан на наблюдениях за фазами Луны и сильно зависел от субъективных факторов (принятия коллегиального решения синедрионом о начале месяца и о добавлении дополнительного месяца в году). Определение даты Пасхи на основании астрономических расчетов в еврейском календаре было установлено значительно позже, в связи с невозможностью традиционного для иудаизма времен Второго храма определения начала месяца на основании заявлений свидетелей о появлении новой луны.

## Эпоха апостолов
- между 30 и 34 — после схождения Святого Духа на апостолов Пётр выходит на массовую проповедь Христа распятого. (Деяния, 2).
- 37—41 — первые трения между Римом и евреями[3].
- до 44 — написано Послание Иакова.
- 44? — Ирод Агриппа убивает апостола Иакова.
- 44 — смерть Ирода Агриппы.
- 45—49? — путешествие апостолов Варнавы и Павла на Кипр, Антиохию, Икониум и Листру, и возвращение в Антиохию Сирийскую.
- 48 — Агриппа II назначен царём иудейским.
- 49 — «Клавдий повелел всем Иудеям удалиться из Рима». (Деяния 18:2).
- 50 — бунт в Иерусалиме во время Пасхи, 20—30 тысяч человек убито.
- 49? — Иерусалимский собор (по другим данным, проходил в 51 году).
- 50—53? — 2-е путешествие апостола Павла, (Деяния 15:36—18:22) во Фригию, Галатию, Македонию, Филиппы, Фесалонику, Афины, и Коринф. Возвращение в Антиохию. Предположительно, написание «1-го послания к фессалоникийцам» и «К Галатам».
- 52—21 ноября апостол Фома прибывает в Музирис (Индия). Основание церквей в Кодунгаллуре, Палайуре, Парауре, Каттакаве, Каккамангаламе, Нилаккале, Нираме и Колламе.
- 53—57? — 3-е путешествие апостола Павла (Деяния 18:23—22:30) в Галатию, Фригию, Коринф, Эфес, Македонию, Грецию и возвращение в Иерусалим. Написаны апостольские послания «К римлянам», «1-е коринфянам», «2-е коринфянам», «К филлипийцам».
- 54—68 — правление императора Нерона.
- 55? — исход из Египта Псевдомоисея и 30 тысяч евреев.
- 57 — Успение Богородицы.
- 58? — арест Павла и заключение в тюрьму в Кесарии. (Деяния, 23—26).
- 59? — корабль Павла терпит крушение у берегов Мальты.
- 60? — Павел в Риме. Предположительно, написано «Послание к Филимону»
- 60—64? — предположительно написано «1-е послание Петра».
- до 62 — написано Послание апостола Иакова Праведного.
- 62 — апостол Иаков (апостол от 70) убит в Иерусалиме.
- 63? — осуждение синедрионом и казнь апостола Матфия.
- 63—107? — Симеон, 2-й епископ Иерусалима, распят императором Траяном.
- 64 — пожар Рима. Нерон начинает гонения на христиан. Казнь апостола Петра. Епископом Рима становится апостол от семидесяти, Лин; апостол Павел пишет «Послание к Евреям».
- 65 — написан гипотетический Источник Q.
- 66—73 — Иудейское восстание, разрушение Иерусалима и конец иудаизма, согласно теории суперсессионизма. Разрушение кумранской общины.
- 70 — Марк составляет Евангелие от Марка.
- 70—200 — появление апокрифического Евангелия от Фомы; появление иудео-христианских евангелий: «Евангелия Евионитов», «Евангелия евреев», «евангелия назареев».
- 72 — 3 июля мученическая смерть апостола Фомы в Чиннамале (современный Тамилнад).
- 80 (+/-20) — предположительно, написано Евангелие от Матфея, основанное на евангелии от Марка и источнике Q.
- 80 — написано Евангелие от Луки.
- 80 (+/-20) — Дидахе.
- 81—96 — Домициан.
- 90 — «Совещание в Ямне», окончательное разделение иудейской и христианской общин.
- 92—101 — св. папа Климент I.
- 95 — написано Евангелие от Иоанна и послания Иоанна.
- 95 — написано Откровение Иоанна Богослова.
- †96 — свмч. Дионисий Ареопагит.
- 99—117 — правление императора Траяна.

## Доникейский период
- †110 — свмч. Игнатий Богоносец.
- 100—150 — «Апокриф Якова», «Евангелие от Марии», «Протоевангелие Якова», «Евангелие детства от Фомы», «Тайное Евангелие от Марка».
- 110—160 — «Послание к филиппийцам» Поликарпа Смирнского.
- 117—138 — император-гонитель Адриан.
- 120? — раввин Тарфон призывает к сожжению Евангелий.
- 125? — альтернативная дата появления 2-го послания Петра
- 125? — написан Папирус 52, самый ранний сохранившийся текст Нового Завета.
- 130—250 — христианские апологеты: Иустин Философ, Афинагор Афинский, Аристид Афинский, Феофил Антиохийский, Татиан, Кодрат Афинский, Мелитон Сардийский, Аполлинарий Клавдий, Марк Минуций Феликс, Арнобий. Появление «Послания Матвея Диогену».
- 135 — Восстание Бар-Кохбы; ликвидация Римом Иудеи, переименование территории в Сирийскую Палестину. Переименование Иерусалима в Элия Капитолина.
- 138—161 — император-гонитель Марк Аврелий.
- 142—144 — Епископ Маркион прибывает в Рим и основывает еретическое движение, позже известное как Маркионитство.
- 150? — проповедник и теолог Валентин пытается стать епископом Рима, после неудачи на выборах уклоняется в гоностицизм и основывает свою гностическую школу.
- 150 — написан Пастырь Гермы.
- 150—200 — написаны «анонимное берлинское евангелие», Евангелие от Петра, «Диалоги Спасителя» и оксиринские евангелия.
- 150—215 — Климент Александрийский.
- 155 — жрец Монтан переходит в христианство и начинает проповедовать Монтанизм.
- 160 — написано «Мученичество Поликарпа», первое записанное житие-мученичество.
- †166 — мч. Иустин Философ.
- †167 — сщмч. Поликарп Смирнский.
- 170 — Татиан составляет первый «Диатессарон» — собрание 4-х евангелий; Симмах Эвионит делает новый перевод Библии на греческий язык.
- †177 — гибель святой Бландины, лионские казни.
- 179 — основание Александрийской школы (Пантен).
- †179 — Монтан.
- †180 — умирает Егесипп.
- 180—202 — епископство Иринея Лионского.
- 185—253 — Ориген Александрийский.
- 186 — св. Аполлоний Римский впервые использует термин «католический».
- 189—198 — папа Виктор I (папа римский). В 196 он запретит празднование Пасхи 14-го ниссана.
- †196 — умирает Поликрат Эфесский.
- 202—211 — император-гонитель Септимий Север.
- 233—238? — император-гонитель Максимин I Фракиец.
- 248—265 — Дионисий Александрийский.
- 249—251 — император-гонитель Деций Траян.
- 253—260 — император-гонитель Валериан I.
- 254—257 — папа Стефан I, раскол по поводу перекрещенных еретиков и вероотступников.
- 258 — «Гонения Валериана». Эдикт о казни всех христианских епископов, пресвитеров и дьяконов. (В их числе: Киприан Карфагенский, Сикст II, Новациан.)
- 264—269 — Антиохийский собор осуждает Павла Самосатского, лидера адопционизма.
- †270 — умирает Григорий Чудотворец.
- 250? — рождение Антония Великого.
- 276 — в вавилонской тюрьме умирает Мани, основатель манихейства.
- 282—300 — Феона Александрийский.
- 285—305 — император-гонитель Диоклетиан.
- 290—345? — св. Пахомий Великий, основатель христианского монашества.
- 296—304 — папа Марцеллин.
- 300—391 — св. Макарий Великий.
- 301? — царь Армении Трдат III объявляет христианство государственной религией, тем самым Армения становится первым христианским государством в истории.
- 303—312 — заточение св. Лукиана Антиохийского.
- 305—311 — император-гонитель Галерий.
- 306 (313?) — Эльвирский собор впервые употребляет термин «анафема»; вводит Целибат для клириков, осуждает браки с евреями и язычниками и осуждает изображения в храмах.
- 310 — император Максенций ссылает папу Евсевия на Сицилию.
- 313 — Битва у Мульвийского моста, императору Константину является крест с надписью «Сим победиши!».
- 313 — Миланский эдикт провозглашает свободу вероисповедания в империи.
- 313? — Константин передаёт Латеранский дворец папе Мильтиаду.
- 314 — Константин созывает Арльский собор против донатизма.
- 321 — Константин объявляет воскресенье выходным днём; церкви разрешено наследование имущества по завещанию.

## Семь вселенских соборов
- 324 — освящена Латеранская базилика.
- 325 — I Никейский (принятие Символа веры, осуждение арианства, определение времени празднования Пасхи).
- 325 — Царь Аксумского царства Эзана объявляет христианство государственной религией.
- 325 — в Вифлееме построена Базилика Рождества Христова.
- 326 — 18 ноября папа Сильвестр I освятил базилику Святого Петра на месте захоронения апостола.
- 328—373 — Афанасий, епископ Александрии. Первое упоминание нового канона Нового Завета из 27 книг.
- 330 — построена Церковь Апостолов в Константинополе.
- 330 — 11 мая перенесение столицы из Рима в Константинополь.
- 335 — Собор в Иерусалиме отменяет осуждение Ария; освящение Храма Гроба Господня в Иерусалиме.
- 337 — царь Грузии Мириан III объявляет христианство государственной религией.
- 337 — 22 мая, умирает Константин Великий.
- 341—379 — Шапур II начинает преследование персидских христиан.
- 343? — Сардикийский собор
- 350? — написан Синайский кодекс.
- 350? — перевод Нового Завета на готский язык.
- 350? — основана Нисибинская школа.
- 356 — умирает Антоний Великий, основатель отшельнического монашества.
- 361 — Юлиан II Отступник становится императором.
- 362 — Юлиан издает «Эдикт о терпимости»
- 363—364 — Лаодикийский собор.
- 380 — 28 февраля Феодосий I Великий издает эдикт «de fide catholica», объявляющий христианство (никейское) государственной религией в Римской Империи.
- 381 — I Константинопольский (повторное осуждение арианства; формулирование православного учения о Святой Троице, дополнение Никейского Символа веры).
- (397—404) — епископство Иоанна Златоуста
- 404 — Мученичество Святого Телемаха и отмена гладиаторских боев в Римской империи.
- (412—444) — епископство Кирилла Александрийского
- (428—431) — епископство Нестория.
- 431 — Эфесский собор (осуждение несторианства, запрет изменений Никео-Цареградского Символа веры).
- (444—451) — патриаршество Диоскора.
- 451 — Халкидонский собор (осуждение монофизитства).
- 475 — Мученичество Шушаник.
- 484—519 — Акакиева схизма.
- 487 — Крещение Хлодвига.
- 506 — Первый Двинский собор стран Закавказья признает миафизитство истинным учением.
- 529(?) — Основание Ордена бенедиктинцев.
- 553 — II Константинопольский собор (осуждение несторианских сочинений и, повторно, монофизитства).
- 635 — епископ Биринус крестит Кунегилса Эссекского.
- 640 — сожжение Александрийской библиотеки.
- 664 — Синод в Уитби объединяет кельтских христиан с римско-католическими.
- 680—681 — III Константинопольский (осуждение монофелитства).
- 681—686 — св. Уилфрид обращает в христианство Суссекс.
- 687—691 — в Иерусалиме построен Купол Скалы.
- 690? — перевод Библии на староанглийский.
- 691—692 — Трулльский, или Пято-Шестой собор в Константинополе (приняты 102 канона).
- 698 — мусульмане захватывают Карфаген.
- 711—718 — исламское завоевание Испании.
- 717—718 — вторая осада Константинополя.
- 718—1492 — Реконкиста, отвоевание католиками Испании.
- 718 — Святой Бонифаций отправлен папой проповедовать Евангелие немцам.
- 730—787 — Первый период иконоборчества, император Лев III Исавр запрещает иконы, папа Григорий II отлучает его.
- 731 — создание «Английской истории» Беды Достопочтенного.
- 732 — экспансия ислама остановлена в битве при Пуатье.
- 752? — изготовлен поддельный документ «Дар Константина».
- 753 — умирает Иоанн Дамаскин.
- 754 — Иконоборческий собор.
- 756 — Пипин признает Папское Государство.
- 781 — в Китае установлена Несторианская стела.
- 787 — II Никейский (осуждение иконоборчества и определение, что такое поклонение Богу и почитания икон).
- 793 — разграбление монастыря Линдисфарн. Начало норманнских нашествий.

## IX—XIII века
- 801—865 — Ансгар, «апостол севера».
- 863—867 — Фотиева схизма.
- 864 — Крещение Болгарии.
- 966 — Крещение Польши.
- 988 — Крещение Руси.
- 1054 — Раскол христианской церкви на восточную и западную.
- 1055? ― святитель Иларион, первый митрополит славянского происхождения в Древнерусском государстве
- 1059 — Латеранский собор.
- 1077 — Хождение в Каноссу.
- 1096—1099 — Первый Крестовый поход.
- 1147—1149 — Второй Крестовый поход.
- 1163 — Начало строительства Собора Парижской Богоматери.
- 1168 — Обращение Померании. Conversion of Pomerania — Principality of Rugia missioned by Absalon
- 1075 — «Dictatus Papae».
- 1122 — Вормсский конкордат.
- 1173 — Начало движения вальденсов.
- 1179 — Третий Латеранский собор.
- 1189—1192 — Третий Крестовый поход.
- 1191 — Основание Тевтонского ордена.
- 1202—1204 — Четвёртый Крестовый поход, осада и падение Константинополя.
- 1204—1261 — Основана Латинская империя.
- 1205 — Франциск Ассизский становится отшельником, основывает орден францисканцев
- 1208 — Альбигойский крестовый поход против катаров.
- 1212 — Крестовый поход детей.
- 1215 — Четвёртый Латеранский собор (осуждение альбигойства, начало инквизиции).
- 1217—1221 — Пятый Крестовый поход.
- 1220—1263 — св. князь Святой Александр Невский
- 1228—1229 — Шестой Крестовый поход.
- 1245 — Первый Лионский собор.
- 1248—1254 — Седьмой Крестовый поход
- 1252, 15 мая — папа Иннокентий IV издаёт буллу Ad extirpanda, разрешающую пытать подозреваемых в ереси.
- 1270 — Восьмой Крестовый поход.
- 1274 — Фома Аквинский пишет «Сумму теологии».
- 1274 — Второй Лионский собор.

## XIV—XV века
- 1302 — булла Бонифация VIII «Unam Sanctam».
- 1307 — Ликвидация ордена тамплиеров.
- 1309—1378 — Авиньонское пленение пап.
- 1311—1313 — Вьеннский собор.
- 1314 — сожжение Жака де Моле, магистра ордена тамплиеров.
- †1321 — Данте.
- †1327 — Мейстер Экхарт.
- 1341, 1347, 1351 — Паламитские соборы (исихастские споры).
- 1345 — Сергей Радонежский основывает хижину, (буд. Троице-Сергиева Лавра).
- 1346 — Собор, созванный королём Сербии Стефаном Душаном в Скопье, Печская архиепископия получила статус Патриархата с резиденцией Патриарха в городе Печ, откуда получила наименование Печской, что было признано Константинополем в 1375 году.
- †1359 — св. Григорий Палама.
- †1373 — Бригитта Шведская.
- 1375—1430 — ересь Стригольников.
- 1378—1417 — Великая Западная Схизма.
- †1380 — Екатерина Сиенская.
- †1384 — Джон Уиклиф.
- †1389 — св. князь Дмитрий Донской.
- †1392 — прп. Сергий Радонежский.
- 1409 — Пизанский собор.
- 1415 — Сожжение Яна Гуса.
- 1414—1418 — Констанцский собор.
- 1416 — Сожжение Иеронима Пражского.
- 1431—1449 — Базельский собор.
- 1438—1445 — Ферраро-Флорентийский собор.
- 1438 — Буржская прагматическая санкция.
- 1439 — Флорентийская уния.
- 1448 — Избрание русского митрополита Ионы Московского, начало автокефальной Русской Православной Церкви.
- 1453 — Падение Константинополя.

## XVI—XVII века
- 1484—1531 — Ульрих Цвингли.
- 1504 — собор против ереси жидовствующих.
- 1506—1552 — Франциск Ксаверий.
- 1516 — Болонский конкордат.
- 1508—1512 — Микеланджело создает фрески в Сикстинской капелле.
- 1512—1517 — Пятый латеранский собор, осуждение концилиаризма.
- 1517 — «95 тезисов» Мартина Лютера. Начало распространения лютеранства.
- 1521 — Вормсский эдикт.
- 1526 — Первый Шпайерский рейхстаг.
- 1529 — Второй Шпайерский рейхстаг.
- 1530 — Первый Шпейерский рейхстаг Аугсбургское вероисповедание.
- 1533 — Жан Кальвин пишет речь «О христианской философии». Начало распространения кальвинизма.
- 1534 — Акт о супрематии. Появление англиканства при Генрихе VIII.
- 1534 — основание Ордена иезуитов.
- 1542 — начало миссионерской деятельности Франциска Ксверия в Индии.
- 1545—1563 — Тридентский собор.
- 1546—1547 — Шмалькальденская война.
- 1551 — Стоглавый собор.
- †1552 — Франциск Ксаверий.
- 1555 — Аугсбургский религиозный мир.
- 1562—1598 — Гугенотские войны.
- 1563 — «39 статей».
- 1572 — Варфоломеевская ночь (убиты 10 тысяч гугенотов).
- 1582 — Григорианский календарь.
- †1582 — Тереза Авильская.
- 1589 — Учреждение Московского патриархата (патриарх Иов).
- †1591 — Иоанн Креста.
- 1596 — Брестская уния.
- 1598 — Нантский эдикт Генриха IV (действовал до 1685).
- 1609 — Баптизм.
- †1605 — св. патриарх Иов.
- 1649 — Ужгородская уния.
- 1667 — Старообрядчество.

## XVIII век
- 1721 — Отмена патриаршества в Русской православной церкви.
- 1730 — Методизм Дж. Уэсли.
- 1763 — Трактат Феброния (фебронианизм).
- 1775—1799 — папа Пий VI.
- 1781 — Эдикт толерантности (Patent of Toleration) Иосифа II (иосифизм).
- 1789—1794 — Французская революция.
- 1768—1772 — патриарх Самуил (КПЦ).
- 1785 — Молокане.
- 1794 — основание Американской Православной Церкви.
- 1800 — Хаунеанство Н. Хауге.

## XIX век
- 1803 — указ императора Александра I, давший некоторую свободу Молоканам и Духоборам.
- 1830 — Мормоны Иосиф Смит.
- 1830 — Адвентизм Уильям Миллер.
- 1833 — Автокефалия Элладской православной церкви.
- 1831 — вьетнамский император Минь Манг запрещает католицизм во Вьетнаме; начало гонений на вьетнамских христиан.
- 1838 — казнь миссионера Пьера Дюмулен-Бори во Вьетнаме.
- 1846—1878 — папа Пий IX.
- 1848 — Сербская Православная Церковь с согласия австрийского правительства провозгласили своего митрополита патриархом.
- 1861 — Зарождение конфессии Евангельских христиан-баптистов.
- 1865 — Автокефалия Румынской Православной Церкви.
- 1869—1870 — I Ватиканский собор.
- 1870 — Армия Спасения Уильям Бутс.
- 1871 — Старокатолицизм.
- 1872 — Константинопольский Собор против филетизма[4].
- 1872 — Автокефалия Болгарской православной церкви.
- 1879 — Автокефалия Сербской Православной Церкви.
- 1891 — Лев XIII: энциклика «Rerum novarum».

## XX век
- 1901 — возникновение Пятидесятничества.
- 1905 — Закон о разделении церквей и государства во Франции.
- 1906—1912 — японское архиепископство Николая Японского.
- 1917—1918 — Поместный собор Православной российской церкви (1917—1918).
- 1918 — Восстановление патриаршества в России.
- 1920 — Русская православная церковь заграницей.
- 1922 — Албанская православная церковь.
- 1923 — Всеправославный конгресс в Константинополе.
- 1926—1929 — Восстание кристерос против антиклерикального правительства в Мексике.
- 1931 — последователи Джозефа Рутерфорда принимают название «Свидетели Иеговы».
- 1944 — слияние евангельских христиан (прохановцев) и баптистов. Образование объединённой конфессии — Евангельские христиане-баптисты.
- 1947 — обнаружение Кумранских свитков.
- 1948 — образование Всемирного совета церквей.
- 1948 — Всеправославное совещание в Москве.
- 1948 — Польская православная церковь.
- 1962—1965 — Второй Ватиканский собор.

## XXI век
- 2005 — Смерть Папы Римского Иоанна Павла II, избрание Папы Бенедикта XVI.
- 2009 — Поместный собор Русской православной церкви (2009).
- 2009 — избрание патриарха Кирилла (Гундяева).
- 2013 — Отречение Папы Бенедикта XVI. Избрание Папы Римского Франциска.